# Firmino
Firmino  è un nome proprio di persona italiano maschile.

## Varianti
- Maschili: Fermino, Firminio, Firmio[1]
- Femminili: Firmina[1], Fermina, Firminia

### Varianti in altre lingue
- Asturiano: Fermo[3]
- Basco: Fermin[2], Permiñ[3], Premiñ[3]
  - Alterati: Fermintxo[2]
  - Ipocoristici: Mintxo[2]
- Catalano: Fermí[3]
- Francese: Firmin[2][4]
- Galiziano: Firmino[3]
- Inglese: Firmin[4]
- Latino: Firminus[2][3][4]
- Polacco: Firmin
- Portoghese: Firmino[5]
- Spagnolo: Fermín[2][3][4]

## Origine e diffusione
Deriva dal latino Firminus, un patronimico basato sul nome Fermo, e significa quindi "discendente di Fermo", "appartenente a Fermo" (anche se talvolta viene considerato una sua variante o un suo diminutivo, e gli viene attribuito il medesimo significato, cioè "saldo", "fermo", "risoluto").
L'uso del nome è principalmente dovuto al culto verso san Firmino, che è venerato particolarmente in Navarra.

## Onomastico
L'onomastico può essere festeggiato in memoria di più santi, alle date seguenti:
- 14 gennaio, san Firmino, vescovo di Mende[7]
- 18 agosto, san Firmino, vescovo di Metz[7]
- 25 settembre, san Firmino, vescovo di Amiens e martire[6][7]
- 11 ottobre, san Firmino, vescovo di Uzès[6][7]
- 24 novembre, santa Firmina, vergine e martire ad Amelia[6][7]

## Persone
- Firmino di Amiens, vescovo romano
- Liberato Firmino Sifonia, compositore italiano

### Variante Firmin
- Firmin Abauzit, scrittore e teologo francese
- Firmin Didot, incisore francese
- Firmin Gémier, regista teatrale francese
- Firmin Girard, pittore francese
- Firmin Laferrière, giurista francese
- Firmin Lambot, ciclista su strada belga
- Firmin Onissah, cestista francese

### Variante Fermín
- Fermín Cacho, atleta spagnolo
- Fermín Trueba, ciclista su strada spagnolo
- Fermín Uriarte, calciatore uruguaiano
- Fermín Zanón Cervera, zoologo spagnolo

### Altre varianti maschili
- Fermino Cassin, calciatore italiano

### Variante femminile Firmina
- Firmina di Amelia, santa romana

## Il nome nelle arti
- Firmino è un personaggio dell'omonimo romanzo di Sam Savage.